# Сухи-Двур (Нижньосілезьке воєводство)
Сухи-Двур (пол. Suchy Dwór) — село в Польщі, у гміні Журавіна Вроцлавського повіту Нижньосілезького воєводства.
Населення — 210 осіб (2011).

## Демографія
Демографічна структура станом на 31 березня 2011 року:
|          | Загалом | Допрацездатний вік | Працездатний вік | Постпрацездатний вік |
| -------- | ------- | ------------------ | ---------------- | -------------------- |
| Чоловіки | 101     | 19                 | 79               | 3                    |
| Жінки    | 109     | 20                 | 77               | 12                   |
| Разом    | 210     | 39                 | 156              | 15                   |